# Phương pháp sáng tác của Mozart

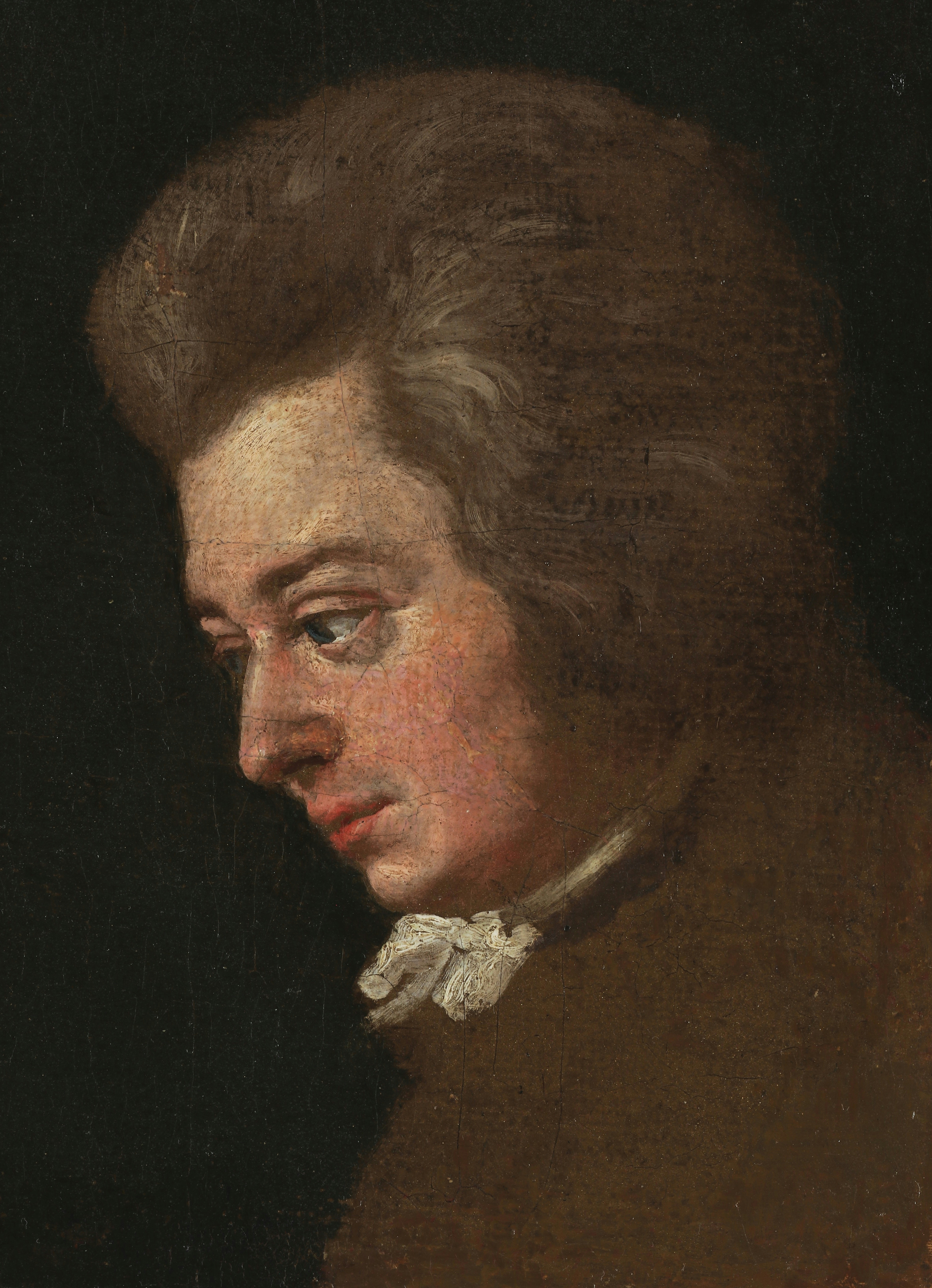
Chân dung Mozart do người anh rể Joseph Lange vẽ lại

Từ lâu, Wolfgang Amadeus Mozart đã được các học giả đã nghiên cứu phương pháp sáng tác các tác phẩm của mình. Các quan điểm của thế kỷ 19 về chủ đề này thường lãng mạn và thần thoại hóa quá trình sáng tác. Nhiều học giả đã nghiên cứu chủ đề này bằng cách kiểm tra một cách có hệ thống các bức thư và tài liệu đã được xác thực trong cuộc đời ông, và có nhiều kết luận khá khác nhau đã được đưa ra.

## Cách tiếp cận sáng tác của Mozart
Một bức thư còn sót lại Mozart gửi cho cha ông, Leopold vào ngày 31 tháng 7 năm 1778 chỉ ra rằng ông coi việc sáng tác là một quá trình chủ động:
Cha biết đấy, con thường đắm mình vào âm nhạc. Có thể nói rằng con nghĩ về nó cả ngày, con thích thử nghiệm, nghiên cứu và suy ngẫm.
Chỉ qua những câu từ này, người ta không thể xác định được liệu cách tiếp cận của Mozart trong việc sáng tác là một phương pháp có ý thức – hay là một hoạt động mang tính cảm hứng và trực quan hơn.

## Bản phác thảo
Mozart thường viết nháp các bản nhạc, từ những đoạn nhạc nhỏ đến những bản nháp dài hơn cho các sáng tác của mình. Mặc dù rất nhiều trong số này đã bị xé bỏ bởi Constanze, góa phụ của Mozart, tuy nhiên khoảng 320 bản phác thảo và bản nháp vẫn còn tồn tại tới ngày nay, chiếm khoảng 10% các tác phẩm của nhà soạn nhạc.
Ulrich Konrad – một chuyên gia về các bản phác thảo – đã mô tả một hệ thống phác thảo hoàn thiện mà Mozart đã sử dụng, dựa trên việc nghiên cứu các tài liệu còn sót lại. Thông thường, các bản phác thảo "nguyên gốc" nhất sẽ có chữ viết tay thông thường cùng các đoạn nhạc ngắn. Các bản phác thảo lớn hơn bao gồm các khuông nhạc chính (giai điệu chính, và thường là âm trầm) cùng các khuông nhạc trống để điền vào sau. Cái ông gọi là "bản nhạc nháp" là một bản nhạc ở trạng thái đủ để Mozart coi là hoàn chỉnh, và sau đó (sau năm 1784) sẽ nhập vào danh mục cá nhân mà ông gọi là Verzeichnüss aller meiner Werke ("Danh mục tất cả các tác phẩm của tôi") . Tuy nhiên, bản phác thảo không bao gồm tất cả các nốt nhạc. Nó vẫn có để bổ sung các giọng trong đầu nhằm lấp đầy phần hòa âm, cũng như đã được thêm vào để tạo ra bản nhạc đã hoàn thiện, xuất hiện trên tay mọi người một cách gọn gàng, dễ đọc.

Trong một bức thư khác mà Mozart viết cho Leopold, khi ông thảo luận về công việc của mình cho vở opera Idomeneo (30 tháng 12 năm 1780) ở München, ông đã phân biệt "soạn nhạc" với "viết nhạc":
Con phải hoàn thành [bức thư này] ngay bây giờ, bởi vì con phải đi viết nhạc với tốc độ chóng mặt – mọi thứ đã được soạn xong – nhưng vẫn chưa được viết.
Theo quan điểm của Konrad, Mozart đã hoàn thành "bản nhạc phác thảo" của tác phẩm, nhưng ông vẫn cần tạo ra phiên bản hoàn chỉnh cuối cùng.
Trong số các bản phác thảo còn tồn tại, không có bản phác thảo nào dành cho nhạc cụ phím độc tấu. Konrad gợi ý rằng "Sự ngẫu hứng hoặc khả năng tưởng tượng đặc biệt có thể bù đắp cho việc thiếu bản phác thảo trong những trường hợp này."

## Sử dụng đàn phím
Mozart đôi khi sử dụng đàn phím để diễn tả ý tưởng của mình trong âm nhạc. Điều này có thể được suy luận từ các bức thư của ông cùng nhiều tài liệu tiểu sử khác. Ví dụ, vào ngày 1 tháng 8 năm 1781, Mozart viết thư cho cha Leopold về việc ổn định cuộc sống ở Viên, nơi ông mới chuyển đến:
Căn phòng mà con chuyển đến vẫn đang được chuẩn bị. Hiện tại con đang đi thuê một chiếc đàn phím, bởi vì con không thể sống ở đó cho đến khi nó được giao tới, đặc biệt là trong lúc con phải viết nhạc, và con không thể để phí một phút giây nào.
Mặt khác, theo nhiều nguồn tham khảo, trên thực tế Mozart có thể soạn nhạc mà không cần tới đàn phím. Nhà âm nhạc học người Đức Hermann Abert đã trích dẫn người đầu tiên viết tiểu sử về Mozart là Franz Xaver Niemetschek trong cuốn sách của mình: "Ông ấy chẳng bao giờ sử dụng đàn phím khi soạn nhạc." Vợ của Mozart, Constanze, cũng đã xác nhận điều tương tự và nói thêm rằng ông "chỉ thử một chương khi nó đã hoàn thành".

## Tác phẩm chưa hoàn thành
Khoảng 150 tác phẩm còn sót lại của Mozart là chưa hoàn thiện, chiếm gần một phần tư tổng số tác phẩm còn được lưu giữ. Một số tác phẩm đã hoàn thành có thể được tìm thấy (ví dụ: bằng cách kiểm tra các hình chìm hoặc mực) là sự hoàn thiện của những nhạc phẩm đã bị bỏ dở từ lâu. Chúng bao gồm các concerto cho piano K. 449, K. 488, K. 503, và K. 595, cũng như Concerto cho clarinet K. 622.
Không có nguyên nhân rõ ràng cho việc rất nhiều tác phẩm của Mozart bị chính ông bỏ dở. Trong một số trường hợp, các ghi chép lịch sử cho thấy những gì Mozart nghĩ là cơ hội để biểu diễn hoặc kinh doanh đã biến mất trong quá trình sáng tác. Braunbehrens (1990) nhận xét: "Hầu hết các tác phẩm ... được sáng tác theo yêu cầu hoặc cho một buổi biểu diễn cụ thể, nếu không phải là vì mục đích cá nhân của nhà soạn nhạc. Mozart thường xuyên nhấn mạnh rằng ông sẽ không bao giờ cân nhắc việc viết một thứ gì đó mà không có dịp xứng đáng. Thật vậy, hầu như không có một tác phẩm nào của ông là không được viết cho một dịp cụ thể, hoặc ít nhất là để sử dụng trong các buổi hòa nhạc của chính ông." 

## Sự ứng biến
Mozart có một khả năng phi thường là "sáng tác ngay tại chỗ", nghĩa là ứng biến ngay trên đàn phím. Khả năng này của ông đã hình thành rõ ràng ngay từ thời thơ ấu – như linh mục Biển Đức Placidus Scharl nhớ lại:
Sáu tuổi, Mozart đã chơi những bản nhạc khó nhất bằng cây pianoforte, do chính mình sáng tác. Cậu bé có thể chơi lướt qua quãng tám bằng những ngón tay nhỏ bé không thể giãn dài, với tốc độ cực nhanh và sự chính xác đến tuyệt vời. Người ta chỉ đưa cho cậu bé chủ đề âm nhạc đầu mà cậu bé đã nghĩ đến về tẩu pháp hoặc một phát minh: Mozart sẽ phát triển giai điệu chủ đề ấy với những biến thể kỳ lạ và những đoạn nhạc thay đổi liên tục miễn là người ta muốn, cũng như ứng biến một cách ngẫu hứng về một chủ đề trong nhiều giờ, và được chơi trò chơi tưởng tượng này là niềm đam mê lớn nhất của Mozart.
Nhà soạn nhạc André Grétry hồi tưởng:
Trong một dịp ở Geneva, tôi đã gặp một đứa trẻ có thể chơi mọi thứ trong chớp mắt. Cha cậu bé đã nói với tôi trước mọi người: Để không còn nghi ngờ gì về tài năng của con trai tôi, hãy viết cho nó một chương Sonata thật khó vào ngày mai. Tôi đã viết cho cậu ấy một khúc Allegro bằng cung Mi giáng trưởng. Khó, nhưng khiêm tốn. Mozart đã chơi nó, và tất cả mọi người, trừ tôi, đều tin rằng đó là một phép màu. Cậu bé vẫn chưa dừng lại. Sau khi đổi tông nhạc, Mozart còn thay thế một số đoạn nhạc cho những gì mà tôi đã viết.
Cuộc gặp gỡ của Grétry và chàng trai trẻ Mozart có thể đã diễn ra vào năm 1766.
Khi còn là một thiếu niên đến thăm Ý, Mozart đã tổ chức một buổi hòa nhạc ở Venezia vào ngày 5 tháng 3 năm 1771. Một nhân chứng cho biết, "một nhạc sĩ dày dặn kinh nghiệm đã giao cho Mozart một bản nhạc chứa tẩu pháp, và Mozart đã luyện tập trong hơn một giờ đồng hồ một cách khoa học, khéo léo, hài hòa âm sắc và chú ý đúng đến nhịp điệu, đến nỗi ngay cả những người sành sỏi nhất về âm nhạc cũng phải kinh ngạc." 
Mozart tiếp tục ứng biến trước công chúng khi ông trưởng thành. Ví dụ điển hình như buổi hòa nhạc rất thành công năm 1787 tại Praha khi ông công diễn "Bản giao hưởng Praha" lần đầu tiên – và kết thúc nhạc phẩm với phần ngẫu hứng kéo dài nửa giờ.

### Ứng biến như một phương thức tiết kiệm thời gian
Braunbehrens gợi ý rằng trong ít nhất một lần, Mozart đến hạn công việc bằng cách không viết ra một phần của bản nhạc và thay vào đó là tùy cơ ứng biến nó trong khi biểu diễn trước khán giả. Điều này hiển nhiên đúng với Concerto cho piano cung Rê trưởng, K. 537, được ra mắt vào ngày 24 tháng 2 năm 1788. Trong tác phẩm này, chương thứ hai mở ra với một đoạn độc tấu dương cầm. Phần ký âm (do người soạn nhạc viết) của bản nhạc cung cấp các nốt nhạc như sau:
Braunbehrens và các học giả khác suy luận rằng Mozart không thể hình dung được rằng ông đã mở ra một chương nhạc với một dòng giai điệu hoàn toàn không tô điểm âm sắc, và thay vào đó, ông đã ứng biến một phần đệm thích hợp cho tay trái. Những đoạn tương tự xảy ra trong suốt bản concerto.
Tác phẩm chỉ được xuất bản vào năm 1794, ba năm sau khi Mozart qua đời, và nhà xuất bản Johann André đã tìm một nhà soạn nhạc khác (không rõ danh tính) để điền vào những đoạn còn thiếu; khiến sự bổ sung này này đã trở thành tiêu chuẩn cho một buổi biểu diễn tác phẩm về sau.

## Trí nhớ của Mozart
Mozart dường như sở hữu một trí nhớ âm nhạc tuyệt vời, mặc dù có lẽ không phải là khả năng thần kỳ đã đi vào huyền thoại. Đặc biệt, việc sử dụng các loại nhạc cụ phím và bản phác thảo để sáng tác đã nêu ở trên sẽ không cần thiết đối với một nhà soạn nhạc sở hữu trí nhớ siêu phàm. Đã có nhiều giai thoại chứng minh khả năng ghi nhớ của Mozart.
Hai trong số những bản sonata dành cho violin đã làm nảy sinh giai thoại về việc Mozart đã chơi phần piano tại buổi ra mắt từ trí nhớ, chỉ có nghệ sĩ violin chơi từ bản nhạc. Điều này đúng với bản Sonata cho violin ở cung Sol trưởng, K. 379 / 373a, bản nhạc Mozart đã viết trong một bức thư cho Leopold (8 tháng 4 năm 1781) rằng ông đã viết ra phần violin trong một tiếng vào buổi đêm trước buổi biểu diễn "nhưng trong khi hoàn thành nó, con chỉ viết ra phần đệm cho Brunetti và giữ lại phần riêng của con trong đầu mình." Một câu chuyện tương tự cũng tồn tại liên quan đến bản Sonata cho violin ở cung Si giáng trưởng, K. 454, được trình diễn trước Hoàng đế tại Kärntnertortheater vào ngày 29 tháng 4 năm 1784.
Người ta có thể đặt câu hỏi liệu trong những trường hợp này, Mozart có nhớ toàn bộ phần nốt nhạc của đàn phím hay không. Với lời chứng độc lập ở trên về khả năng lấp đầy khoảng trống thông qua ứng biến, dường như Mozart cũng có thể làm được điều này khi biểu diễn các bản sonata dành cho violin.
Một ví dụ khác về trí nhớ mạnh mẽ của Mozart liên quan đến việc ông ghi nhớ và chép lại truyện Miserere của Gregorio Allegri trong nhà nguyện Sistine khi mới 14 tuổi. Một lần nữa, nhiều yếu tố cho thấy kỹ năng điêu luyện của Mozart không phải là một phép màu siêu phàm. Tác phẩm được đề cập có phần lặp lại, và Mozart đã có thể quay lại để nghe một buổi biểu diễn khác nhằm sửa các lỗi trước đó của mình. Maynard Solomon cho rằng Mozart có thể đã nhìn thấy một bản sao khác trước đó, nhưng nói thêm rằng ông "chắc chắn có khả năng viết ra Miserere từ trí nhớ".

## Góc nhìn từ thế kỷ 19
Konrad mô tả các quan điểm thịnh hành trong suốt thế kỷ 19 của những học giả liên quan tới Mozart. Đặc biệt, "Việc 'tạo ra âm nhạc' được ... thần thoại hóa như một hành động sáng tạo." Thế kỷ 19 coi quá trình sáng tác của Mozart là một hình thức "sáng tác bốc đồng và ngẫu hứng ... một hành động sáng tạo gần như của một người sống thực vật." Konrad nói rằng thế kỷ 19 cũng thần thoại hóa khả năng của Mozart trong lĩnh vực trí nhớ âm nhạc.

### Bức thư của Rochlitz
Một minh chứng quan trọng cho những quan niệm trước đây về phương pháp sáng tác của Mozart là công trình của nhà xuất bản đầu thế kỷ 19 Friedrich Rochlitz. Ông đưa ra những giai thoại về Mozart từ lâu đã được cho là xác thực, nhưng với các nghiên cứu gần đây hơn thì giờ đây những giai thoại đã bị nhiều người nghi ngờ. Mặt khác, Rochlitz đã xuất bản một bức thư, được cho là của Mozart nhưng giờ đây bị coi là giả mạo, liên quan đến phương pháp sáng tác của ông. Bức thư này được lấy làm bằng chứng liên quan đến hai luận điểm mà các học giả hiện đại cho là không thể kiểm chứng. Một là ý tưởng mà Mozart đã sáng tác trong một quá trình tinh thần thụ động, để mặc những ý tưởng đó tự tìm đến ông:
Mọi khi tôi vẫn như vậy, hoàn toàn là chính mình, hoàn toàn cô độc, và vui vẻ thoải mái. Ví dụ khi đi trên xe ngựa, hoặc đi bộ sau một bữa ăn ngon, hoặc trong đêm khi tôi không thể ngủ được; những dịp như vậy là lúc ý tưởng của tôi tuôn trào tốt nhất và phong phú nhất. Tôi không biết khi nào và chúng sẽ đến như thế nào, tôi cũng không thể tự ép buộc. Những ý tưởng làm hài lòng tôi, tôi giữ lại trong ... trí nhớ, và theo thói quen, như tôi đã được kể lại,  ngâm nga chúng cho chính mình. Nếu tôi tiếp tục theo cách này, những điều đó sẽ sớm xảy ra với tôi, làm thế nào tôi có thể chuyển vấn đề này hoặc vấn đề khác, để tạo ra một món ăn ngon của nó, nghĩa là, phù hợp với các quy tắc đối âm, với đặc thù của các nhạc cụ khác nhau...
Bức thư giả mạo của Rochlitz cũng đã được sử dụng trong nghiên cứu trước đó để củng cố niềm tin vào câu chuyện (nhưng dường như là không chính xác) rằng Mozart có thể sáng tác hoàn toàn dựa vào trí nhớ của mình mà không cần sử dụng đàn phím hoặc các bản phác thảo:
Tất cả những điều này đã bùng cháy tâm hồn tôi. Và miễn là tôi không bị quấy rầy, thì bản thân của tôi tự mở rộng, trở nên có phương pháp hóa và xác định, và toàn bộ, mặc dù dài nhưng gần như đã hoàn thiện và hoàn chỉnh trong tâm trí tôi, để tôi có thể thử nghiệm nó, giống như một trong nháy mắt là một bức tranh đẹp hoặc một bức tượng đẹp. Tôi cũng không nghe thấy các đoạn nhạc liên tục trong trí tưởng tượng của mình, nhưng tôi nghe thấy chúng, như nó vốn có, tất cả cùng một lúc... Khi tôi tiếp tục viết ra những ý tưởng của mình, tôi lấy ra khỏi ký ức của mình những gì trước đây đã được thu thập vào nó, theo cách tôi đã đề cập. Vì lý do này, việc viết ra giấy được thực hiện đủ nhanh, vì mọi thứ, như tôi đã nói trước đây, đã hoàn thành; và nó hiếm khi khác trên giấy so với những gì trong tưởng tượng của tôi.
Nội dung của bức thư Rochlitz được chuyển tiếp bởi các nhà chức trách như nhà toán học Henri Poincaré và nhạc sĩ Albert Lavignac  và có ảnh hưởng lớn đến quan điểm phổ biến về quá trình sáng tác của Mozart. Vào cuối năm 1952, một tập tài liệu thu thập được từ một hội nghị chuyên đề về quá trình sáng tạo đã tái hiện bức thư, mặc dù với lời cảnh báo rằng "tính xác thực của bức thư này vẫn còn bị nghi ngờ".

Mặc dù bức thư đã có ảnh hưởng trong các quan niệm lịch sử về Mozart, nhưng bức thư gần đây không được coi là một mô tả chính xác về một quá trình sáng tác của Mozart.  Mặt khác, vẫn không có lý do gì để cho rằng ngay cả khi Rochlitz có giả mạo bức thư, thì ông cũng muốn xuyên tạc những gì ông biết về hoạt động sáng tác thực tế của Mozart hơn là ông muốn xuyên tạc chữ viết tay của Mozart. Hơn nữa, để hỗ trợ trực tiếp cho lời kể của Rochlitz, người viết tiểu sử đầu tiên của Mozart, người cộng tác với vợ của Mozart, đã thống nhất mô tả về phương pháp Mozart đã sáng tác:
Mozart đã viết mọi thứ dễ dàng và nhanh chóng, điều mà có lẽ từ cái nhìn đầu tiên tạo cảm giác là bất cẩn hoặc vội vàng. Và trong khi viết, ông ấy không bao giờ động đến cây đàn klavier. Trí tưởng tượng của ông ấy đã trình bày toàn bộ tác phẩm, khi nó đến với Mozart một cách rõ ràng và sống động...Trong khung cảnh yên tĩnh của bóng đêm, khi không có chướng ngại nào cản trở tâm hồn ông, sức mạnh trí tưởng tượng của Mozart trở nên bùng cháy với hoạt động sống động nhất, và bộc lộ tất cả những giai điệu phong phú mà thiên nhiên đã đặt trong tâm hồn ông... Chỉ những người đã nghe Mozart vào những thời điểm đó mới biết được chiều sâu và toàn bộ tầm vóc thiên tài âm nhạc của ông: Khi tinh thần được tự do và không phụ thuộc vào mọi lo lắng, tinh thần của ông mới có thể bay bổng trong những chuyến bay táo bạo đến những đỉnh cao nhất của nghệ thuật.